# Futsal Boys!!!!!
《Futsal Boys!!!!!》（簡稱）是由萬代南夢宮藝術、萬代南夢宮娛樂、diomedéa推出的跨媒體企劃，推出手機遊戲，以及於2022年1月9日首播的電視動畫。

## 製作人員
- 原作：鞠田麻秧
- 人物原案
  - 恆陽學園高中：河下水希
  - 阿德爾伯特學院高等部：雪廣歌子
  - 桃實高中：
  - 天之川學園高等學校：、沙汰、
  - 皇花山學園高等部：星野莉莉（星野リリィ）
- 人物設定：石川智美
- 故事構築：米村正二
- 音樂：R·O·N
- 製作：萬代南夢宮藝術、萬代南夢宮娛樂、diomedéa[1]

## 外部連結
- 官方網站（日語）
- Futsal Boys!!!!!的X（前Twitter）（日語）